# Municipio de Moccasin
El municipio de Moccasin (en inglés: Moccasin Township) es un municipio ubicado en el condado de Effingham en el estado estadounidense de Illinois. En el año 2010 tenía una población de 484 habitantes y una densidad poblacional de 5,25 personas por km².

## Geografía
El municipio de Moccasin se encuentra ubicado en las coordenadas 39°7′46″N 88°45′8″O / 39.12944, -88.75222. Según la Oficina del Censo de los Estados Unidos, el municipio tiene una superficie total de 92.2 km², de la cual 92,17 km² corresponden a tierra firme y (0,03 %) 0,03 km² es agua.

## Demografía
Según el censo de 2010, había 484 personas residiendo en el municipio de Moccasin. La densidad de población era de 5,25 hab./km². De los 484 habitantes, el municipio de Moccasin estaba compuesto por el 97,73 % blancos, el 0,83 % eran afroamericanos, el 0,21 % eran amerindios, el 0,83 % eran de otras razas y el 0,41 % eran de una mezcla de razas. Del total de la población el 0,83 % eran hispanos o latinos de cualquier raza.